# Schreckhorn
De Schreckhorn is een berg in Zwitserland in het kanton Bern en is met een hoogte van 4078 meter de hoogste berg die zich volledig binnen dit kanton bevindt. De Schreckhorn is de noordelijkste vierduizender van de Alpen.
Geologisch gezien behoort de Schreckhorn tot het Aarmassief in het Berner Oberland. De berg werd voor het eerst beklommen door Peter en Christian Michel, Leslie Stephen en Ulrich Kaufmann op 16 augustus 1861. Uitgangspunt voor de beklimmen van de berg via de normaalroute is de Schreckhornhütte op een hoogte van 2529 meter.